# Рики Лугоњић
Ристо Рики Лугоњић (1953 – 2021) је био српски фолк певач. Рођен је у околини Брчког. Преминуо је 31. јануара 2021. године у 68. години. Његов син је певач Игор Лугоњић. Био је одборник СНС-а у Гроцкој.

## Дискографија

### Албуми
- Рики Лугоњић (1987, ПГП РТБ)
- Криве су очи твоје (1989. ПГП РТБ)
- Хеј животе судијо (1990, ПГП РТБ)
- Нека ћуте звона (1992, ПГП РТБ)
- 10 година са вама (1994, ПГП РТС)
- Срећа прати храбре (1996, ПГП РТС)
- Рики Лугоњић и Срки Бој (1998, ЗАМ)[4]

### Синглови
- Тугуј са мном суморна јесени (1986)
- Судбине смо исте друже (1987)
- Очи наквашене (1989)
- Ми смо могли све (1992)
- На једној старој клупи (1992)
- На живот без тебе нисам навикао (1993)
- Рани ме срећо (1994)
- Ја ракију пијем (1994)
- Крени (1997)
- Очи плаве (1999)
- Зашто мајко (2000)